# La Argentina, Mexiko
La Argentina är en ort i Mexiko.   Den ligger i kommunen Cajeme och delstaten Sonora, i den nordvästra delen av landet, 1 400 km nordväst om huvudstaden Mexico City. La Argentina ligger 29 meter över havet och antalet invånare är 468.
Terrängen runt La Argentina är mycket platt. Runt La Argentina är det ganska tätbefolkat, med 80 invånare per kvadratkilometer. Närmaste större samhälle är Ciudad Obregón, 7,1 km öster om La Argentina. Trakten runt La Argentina består till största delen av jordbruksmark.